# Park Narodowy Garphyttan
Park Narodowy Garphyttan (szw. Garphyttans nationalpark) – park narodowy w Szwecji, położony na terenie gminy Lekeberg w regionie Örebro. Został utworzony w 1909 w celu ochrony mieszanego krajobrazu lasów i łąk z licznymi gatunkami roślin. Chronione jest również dziedzictwo historyczne - w przeszłości obszar ten był wykorzystywany rolniczo. Nadal prowadzi się podstawową działalność (np. koszenie łąk). Park leży na południowym stoku wzgórz Kilsbergen i na równinie Närke. 
Początkowo plan ochrony parku był podobny do planów innych parków, jednak zaprzestanie działalności rolniczej spowodowało zanikanie łąk. Wprowadzono wówczas zmiany, dopuszczające czynną ochronę łąk poprzez regularne ich koszenie.
Podczas aspektu wiosennego w lasach zakwitają pierwiosnki lekarskie (Primula veris), konwalie majowe (Convallaria majalis), zawilce apenińskie (Anemone apennina) i zawilce gajowe (Anemone nemorosa).
Licznie występującym gatunkiem ptaka jest drozd śpiewak. Spośród ssaków na uwagę zasługuje orzesznica. 
Park Narodowy Garphyttan jest dostępny dla turystów - przy drodze dojazdowej wyznaczono parking dla samochodów, na terenie parku wytyczono 2 szlaki turystyczne. Przez Garphyttan przebiega także jeden z odcinków szlaku Bergslagsleden.